# Københavns Dag- og Aftenseminarium
Københavns Dag- og Aftenseminarium, KDAS, på Ejbyvej i Skovlunde var et lærerseminarium. Det var ved grundlæggelsen i 1949 givet navnet Københavns Aftenseminarium, KA. Først i 1966 udvidedes udbuddet til også at omfatte dagundervisning. I 2009 blev seminariet fusioneret med Blågård Seminarium i dettes bygninger i Mørkhøj.

## Historie
Seminariet blev indviet 15. august 1949 af daværende undervisningsminister Hartvig Frisch. Inspirationen til et aftenseminarium kom fra Holland. Da undervisningen kun var om aftenen, varede uddannelsen fem år i modsætning til de normale fire år. Flere seminarier havde hidtil været kønsopdelte, men aftenseminariet var fra starten for både mænd og kvinder, der i almindelighed var erhvervsaktive, og derfor søgte videreuddannelse om aftenen. Seminariet fik fra starten stor søgning og kunne starte med to klasser på en årgang, og det har gennem hele sin levetid været et af landets største seminarier. I begyndelsen var der endnu ikke krav om bestemte adgangsgivende uddannelser; men man kunne indstille sig til en adgangsprøve for at eftervise, at man havde de ønskede forkundskaber. Seminariets oprettelse udsprang af den københavnske arbejderbevægelse og folk omkring AOF, og målet dengang var at uddanne lærere specielt til storbyen. Seminariets første bestyrelsesformand var fhv. seminarieforstander Georg Christensen fra Jonstrup Seminarium, og Hans Jacob Nielsen, der sad i den første bestyrelse, regnes for seminariets egentlige initiativtager, og han ansattes som inspektør (forstanderens medhjælper) indtil 1952, hvor han måtte opgive stillingen pga uoverensstemmelser med forstanderen. Først i 1963 blev Hans Jacob Nielsen fastansat, og i 1966 døde han, 56 år gammel. 
De fleste lærere var deltidsansatte og uden akademisk uddannelse. Den første forstander, der var uddannet teolog, fungerede også som dansk- og engelsklærer, men var ikke uddannet i disse fag.
I Valdemar Kristensens rektortid, fra 1. januar 1966, kom Kaj Bonde til som vicerektor (prorektor) frem til 1972. Han kom fra Skive Seminarium og blev i 1977 rektor på Jonstrup Seminarium. Navneskiftet fra KA til KDAS skete i 1967 på foranledning af Kaj Bonde, der dengang ledede dagafdelingen. 
Ved starten i 1949 havde seminariet lokaler på Efterslægtens Gymnasium i Utterslev. I 1953 flyttedes lejemålet til Rødkilde Skole på Bellahøj. Fra 1963 havde seminariet endvidere undervisningslokaler på Bellahøj Skole. I 1966–67 fik man også undervisning på Ellegårdsskolen i Ballerup. 
I 1972 blev det nybyggede seminarium i Skovlunde færdigt. I 1989 gennemgik det en omfattende renovering, ligesom det i perioden 1994 – 2004 fik tilføjet først sløjdafdeling og siden hjemkundskabslokaler, festsal og idrætshal.
KDAS var i 1970'erne landets største seminarium og havde en opblomstingstid omkring årtusindeskiftet, hvor det rummede ca. 1500 studerende og beskæftigede ca. 125 lærere. I denne periode var musik et højt profileret fag med bl.a. Gudrun Lund og Pierre Dørge blandt lærerstaben. Efter en nedgangsperiode i 1980'erne, hvor studentertallet blev mere end halveret, fulgte en ny fremgang i 1990'erne. Denne byggede bl.a. på et stort optag af indvandrerstuderende. I denne periode var seminariet udviklingsorienteret med Paul Heide som rektor og Jørgen Jensen som bestyrelsesformand. Fra 2002 til 2007 var Marianne Jelved formand for bestyrelsen med Kaj Petersen som rektor.
Med loven om CVU'er blev læreruddannelsen en del af et større fællesskab, som fuldendtes med professionshøjskoleloven, der reelt nedlagde seminarierne som selvstændige institutioner. KDAS blev et af mange "ofre" for denne centralisering af MVU' erne i Danmark. 
Ved seminariets afvikling 2008-09 var der planer om, at bygningerne skulle huse pædagogseminarium og Dansk Sløjdlærerskole. Imidlertid har dette krævet en væsentlig ombygning, hvorunder der er fundet voldsomme svampeangreb i tagkonstruktionen. Den efterfølgende renovering blev anslået at pådrage Professionshøjskolen UCC en omkostning på ca. 30 millioner kr. I 2011 blev bygningerne indviet til det nye formål.

## Seminarieforstandere/-rektorer
- 1949–1965 Hans Puggaard (1914–1986), cand.teol. (efterfølgende lektor på Rødkilde Gymnasium 1965–81)
- 1965–1978 Valdemar Kristensen (1908–1981), cand.theol. (fra 1957 ansat som historielærer, fra 1963 konstitueret rektor)
- 1979–2001 Paul Heide (1934 -15. februar 2007)
- 2001–2008 Kaj Petersen (f. 1953)

Fra 1959 var seminariets stillingsbetegnelser rektor, studielektor, lektor, adjunkt. Fra 1983 ændredes betegnelsen studielektor til henholdsvis souschef (rektors stedfortræder) og studieleder.